# 敘利亞-瑪蘭卡禮天主教蒂魯瓦爾拉總教區
敘利亞-瑪蘭卡禮天主教蒂魯瓦爾拉總教區 （拉丁語：Archieparchia Tiruvallensis）是一個東儀天主教總教區（敘利亞-瑪蘭卡禮），下轄三個教區。
1932年6月11日升為教區，2006年5月15日升為總教區。總教區位於喀拉拉邦帕塔納姆蒂特塔縣，2010年有教友37,486人（佔轄區總人口0.7%）、133個堂區、137名司鐸。現任總主教為多默·查卡拉帕迪克爾。